# Shea Salinas
Shea Salinas (Lubbock, 24 giugno 1986) è un ex calciatore statunitense, di ruolo centrocampista.

## Caratteristiche tecniche
È un esterno mancino.